# Joelma Sousa
Joelma das Neves Sousa (Timon, 13 de julho de 1984) é uma atleta brasileira. Integrou a delegação que disputou os Jogos Pan-Americanos de 2011, em Guadalajara, no México, onde conquistou a medalha de prata com o revezamento 4x400 metros ao lado de Geisa Coutinho, Bárbara de Oliveira e Jailma de Lima.